# دفع الصهارة
دفع الصهارة (بالإنجليزية: Ridge push)، هو ضغط الصهارة المتجه إلى الأعلى الناتج عن تيارات الحمل الحراري في عباءة الأرض والذي يتسبب في الانفلاق في منتصف المحيط.     مصطفي  الميداني. مصري الجنسيه
. لعب. كمال الأجسام  
محترف  حصل في مسيرته على اثنين ميداليه برونزيه الإمارات العربية المتحدة 
ايضان  يمتلك شهاده خبره في التدريب مع شهاده من اتحاد رسم الكونغ فو.  